# 青木英彦
青木 英彦 （あおき ひでひこ）は、日本の経営学者、証券アナリスト。東京理科大学大学院経営学研究科教授。ワールド取締役会議長、加藤産業取締役。

## 人物・経歴
清風高等学校を経て、1989年神戸大学経営学部商学科卒業、野村総合研究所入社。1994年デューク大学経営大学院修士課程修了、経営学修士（MBA）。
2000年ゴールドマン・サックス証券東京支社調査部小売セクター担当ヴァイスプレジデント。2005年メリルリンチ日本証券調査部小売セクターチームヘッド マネージング・ディレクター。2017年野村證券エクィティ・リサーチ部消費チームヘッド マネージング・ディレクター。
2018年神戸大学大学院経営学研究科博士課程修了、博士（経営学）。指導教員は小川進。2020年東京理科大学大学院経営学研究科技術経営専攻教授。2021年加藤産業取締役。2023年ワールド取締役。2024年ワールド取締役会議長。経済産業省産業構造審議会流通部会臨時委員なども務めた。

## 受賞
2018年第1回ベーシック・レポート・アワード優秀賞受賞。トムソン・ロイター アナリストアワード2018「銘柄選定小売セクター」第1位、「銘柄選定総合」第1位。